# Río Coronda
Río Coronda är ett vattendrag i Argentina.   Det ligger i provinsen Santa Fe, i den centrala delen av landet, 300 km nordväst om huvudstaden Buenos Aires.
Trakten runt Río Coronda består till största delen av jordbruksmark. Runt Río Coronda är det ganska glesbefolkat, med 40 invånare per kvadratkilometer.